# Хехинген
Хехинген (њем. Hechingen) град је у њемачкој савезној држави Баден-Виртемберг. Једно је од 25 општинских средишта округа Цолерналб. Према процјени из 2010. у граду је живјело 19.150 становника. Посједује регионалну шифру (AGS) 8417031.

## Географски и демографски подаци
Хехинген се налази у савезној држави Баден-Виртемберг у округу Цолерналб. Град се налази на надморској висини од 528 метара. Површина општине износи 66,4 km². У самом граду је, према процјени из 2010. године, живјело 19.150 становника. Просјечна густина становништва износи 288 становника/km².

## Међународна сарадња
| Мјесто          | Држава    | Врста сарадње | Од    |
| --------------- | --------- | ------------- | ----- |
| Ходмезевашархељ | Мађарска  | партнерство   | 1994. |
|                 | Француска | партнерство   | 1973. |
| Извор           |           |               |       |